# 중국의 반체제자 목록

## 가
- 가오즈성
- 팔덴 갸초
- 궈취안

## 다
- 돈둡 왕첸

## 라
- 랴오이우
- 류강
- 류샤
- 류샤오보
- 리하이

## 바
- 바오퉁

## 사
- 숍추드 템칠투

## 아
- 아이웨이웨이
- 왕단
- 우얼카이시
- 웨이징성

## 자
- 장룽
- 장얀융
- 진량, 더 익숙한 이름은 '진우진'이다.[1]

## 차
- 차이링

## 카
- 레비야 카디르

## 타
- 일함 토흐티

## 파
- 팡리즈

## 하
- 하다
- 후자
- 고브루드 후친후

## 같이 보기
- 탱크맨
- 류샤오보

1. ↑  “중국인 유학생, VPN 방화벽 뚫었다고…황당 ‘주머니죄’ 처분 받아”. 《에포크타임스》. 2021년 6월 9일. 2021년 6월 9일에 확인함.